# Qouara (province)
Pour les articles homonymes, voir Qwara.
Qouara, Qwara ou K'wara, est une ancienne province d'Éthiopie, située entre le lac Tana et la frontière avec le Soudan, qui s'étendait de la province d'Agawmeder au sud jusqu'à la ville de Métemma au nord. Elle fut par la suite absorbée par la province de Bégemder.
La région regroupait une grande communauté de Qemants, dont certains parlaient la langue Qimant quasiment éteinte, ainsi qu'un grand nombre de Falashas. Aujourd'hui, la plupart des habitants de cette ancienne province ont été assimilés dans le peuple dominant, les Amharas, et parlent désormais l'amharique.
Qouara a joué un rôle politique important jusqu'au règne de Yoas Ier, lorsque la reine Méntaweb misa sur ses partisans au Qouara pour la soutenir contre sa rivale Wubit, la femme de son fils Iyasou II. Par ailleurs, Qouara faisait partie des territoires du chef de guerre Dejazmach Meru of Dembiya qui avait hérité du poste de gouverneur de Qouara de son oncle, Kenyazmach Kebte. Ces territoires, connus comme Ye Meru Qemas ("La bouche de Meru" ou "Ce que Meru mange") furent transmis au Dejazmach Kinfu dont l'une des relations, Kassa Hailu, né dans la province de Qouara, utilisa par la suite Kinfu pour forger son pouvoir et parvenir à se faire couronner Empereur Théodoros II. Le futur empereur fit de Qouara sa base de la bataille de Koso Bar jusqu'à sa victoire lors de la bataille de Gur Amba (27 septembre 1852).